# Uzquiano (Álava)
Uzquiano (en euskera y oficialmente Uzkiano) es un concejo del municipio de Urcabustaiz, en la provincia de Álava, País Vasco (España).

## Localización
La localidad pertenece a la cuadrilla de Zuya y al partido judicial de Izarra. (Hasta no hace muchos años pertenecía, como todo el municipio de Urcabustaiz, a la Cuadrilla de Ayala). Se localiza en el valle del río Altube, afluente del Nervión por su margen derecha, junto a las localidades de  Oyardo, Orduña, Unzá-Apreguindana y Gujuli.

## Etimología
Aparece recogido como Uzquiano ya en un documento de 1257.

## Historia
Ha pertenecido históricamente al señorío, valle y hermandad de Urcabustaiz, encuadrándose eclesiásticamente en el arciprestazgo de Cigoitia de la Diócesis de Vitoria, dependiente ésta de la Archidiócesis de Burgos, si bien anteriormente pertenecían a la vicaría de Orduña, que formaba parte de la Diócesis de Calahorra.

## Demografía
| Gráfica de evolución demográfica de Uzquiano entre 2000 y 2017 |
|                                                                |
| Población de derecho según los censos de población del INE.    |

## Monumentos
- Iglesia de San Miguel. Posee un retablo mayor moderno, siendo el templo y la pila bautismal románicos.[4]

## Fiestas
Uzquiano celebra sus fiestas el 29 de septiembre, en honor a San Miguel.